# الأرغول (مجلة)
الأرغول كانت مجلة أدبية نصف شهرية نُشرت في القاهرة، مصر، في الفترة من 1894 إلى 1900. وكان المؤسس هو الأستاذ بجامعة الأزهر الشيخ محمد النجار الذي تولى تحرير المجلة طيلة وجودها. صدرت المجلة كل أسبوعين ووصفت نفسها بأنها مجلة علمية وأدبية وكوميدية وتعليمية. أعلن النجار أن هدف المجلة هو «تدريب النفس وتثقيف العقل وتغذية روح (القراء). وليس للمجلة (الأرغول) أي علاقة بالسياسة، خارجية كانت أم داخلية، ولا نعلق فيها على أي شيء يتعلق بالروابط بين الحكومات أو الدول.»  ومع ذلك، كان للمجلة نهج داعم للخديوي الحاكم، عباس حلمي. كما نشرت بعض المقالات المكتوبة باللهجة المصرية العامية. كانت المجلة تتميز بشكل متكرر بمساهمات القراء، بما في ذلك القصائد.